# Alois Rohrmoser
Alois Rohrmoser (* 11. Juli 1932 in Großarl, Österreich; † 4. Februar 2005 in Wagrain) war ein österreichischer Unternehmer und Gründer der Skifabrik Atomic.

## Leben
Alois Rohrmoser wuchs auf einem Bergbauernhof auf und absolvierte eine Ausbildung zum Wagner bis zur Meisterprüfung. Mit 23 Jahren kaufte er eine kleine Wagnerei und begann mit vier Mitarbeitern die Herstellung von Holzskiern. Dieses Unternehmen in Wagrain baute er schrittweise zur industriellen Skiproduktion aus.
Er war Träger des Goldenen Ehrenzeichens des Landes Salzburg, Träger des Goldenen Ehrenringes und Vizebürgermeister der Marktgemeinde Wagrain. 1982 wurde er zum Kommerzialrat ernannt. Der Ski-Pionier und Entdecker vieler Sportgrößen starb in seinem Heimatort im Alter von 72 Jahren an einem Herzinfarkt und wurde auf dem Friedhof an der Pfarrkirche zum heiligen Rupert in Wagrain beigesetzt.